# 沃玛号潜艇
“沃玛”号潜艇（PNS Hurmat S-136)是巴基斯坦接收的第二艘“奥古斯塔”级潜艇。
她最初被南非海军命名为“旅行者”号（SAS Adventurous），并于1977年9月17日安放龙骨。
这艘潜艇于1978年12月1日在法国南特下水。
由于南非白人政府的种族隔离政策，南非海军无法取得这艘潜艇（同时被扣的还有两艘A-69型护卫舰，后来转售给阿根廷海军）。1978年晚些时候，巴基斯坦通过谈判取得了两艘潜艇。1980年2月18日，该艇更名为“沃玛”号（PNS Hurmat S-136），加入巴基斯坦海军服役。母港设在卡拉奇。